# Tom Green
Michael Thomas "Tom" Green, född 30 juli 1971 i Pembroke, Ontario i Kanada, är en kanadensisk-amerikansk komiker, skådespelare och musiker som chockerade människor i sitt TV-program The Tom Green Show. Han har även varit med i en rad filmer, till exempel Freddy Got Fingered, Road Trip, Stealing Harvard och Bob The Butler.
Han arbetar just nu med ett internetbaserat pratprogram som heter Tom Green's House Tonight som han sänder från sitt eget vardagsrum. I programmet tar han emot gäster och telefonsamtal från hela världen. Programmet påstås vara världens första live-pratshow som har inriktning till hela världen och låter tittarna ringa in och prata med gästerna. Programmet har nu vuxit och blivit större än alla amerikanska mainstream-pratprogram och har flera miljoner tittare i över 89 länder. 